# Пјер Робенов синдром
Пјер Робенов синдром (лат. Syndromata malformationum congenitarum praesertim faciei) је специфична урођена аномалија која се испољава на лици и дисајним путевимаа човека. Синдром карактеришу следеће три главна симптома: расцеп непца, микрогнатија (абнормално позиционирање вилице или вилица) и спуштен језик или глосоптоза (која изазива опструкцију дисајних путева због померања базе језика уназад). Глосоптоза је доминантан симптом док расцеп непца не мора бити увек присутан. Аномалија може бити удружен и са обостраним недостатаком ока, глаукомом, аблацијом мрежњаче и анамалијама на срцу. Да се ради о генетски узрокованој болести доказано је тек недавно, након што су идентификоване генетске аномалије на хромозомима 2, 11 или 17.

## Називи
Пјер Робенов синдром — Пјер Робенова секвенца (енгл. Pierre Robin sequence) — Пјер Робенова малформација — Пјер Робенова аномалија — Конгенитална микрогенија са глосоптозом — Синдром урођених малформација претежно лица

## Историја
Конгениталну микрогенију са глосоптозом, касније названу Пјер Робенов синдром први су описали 1891. у свом извештају на основу прегледа два пацијената са микрогнатијом, расцепом непца и глосоптозом, Lannelongue и Menard.
Пјер Робенов синдром, назван је по Пјеру Робену који је први 1923. године, код једног новорођенчета дао опис са комплетном клиничком сликом конгениталне микрогнатије (микромаксиле) са расцепом непца и глосоптозом.
До 1974. године, Пјер Робенов синдром, са три главна симптома био је познат под овим називом, за све облике конгениталне микрогнатије са расцепом непца, глосоптозом и другим аномалијама. Данас је назив Пјер Робенов синдром резервисан само за оне аномалије морфогенезе код којих је утврђено истовремено присуство вишеструких аномалија изазваних истом етиологијом. У другим случајевима користи се термин Робенова секвенца (низ) који је уведен да означи било који облик болести са низом аномалија изазваних каскадом догађаја иницираних једном малформацијом.
Breugem и Courtemanche, у свом чланку из 2009., илустровали су конфузију која је настала у вези са класификацијом Робенових секвенци. Наиме ова класификација испитанике (путем упитника) према бројним аспектима, међу којима су најзначајније разлике између ретрогнатије и микрогнатије и кога облика је расцеп непца (нпр, у облику слова „U” или слова „V”) одлучујуће у процес доношења класификационе одлуке. На основу „ПубМед” литературе од 50 најновијих чланака, и бројнихдругих чланака из различитих часописа о Робеновим секвенцама, Breugem и Courtemanche су закључили да су резултати збуњујући. Наиме у бројним упитници откривено је 14 различитих дефиниција синдрома, а прегледом 50 „ПубМед” публикација откривено је 15 различитих мишљења у вези се Робеновим секвенцама.

## Епидемиологија
Морбидитет/морталитет
Распрострањеност овог стања на глобалном ниво је један случај у 8.500 до 30.000 порођаја. Према једној студији спроведеној у Немачкој учесталост синдрома била је 12,4 на 100.000 порођаја.
Утврђено је да се учесталост нешто већа међу близанцима. Ово се приписује компресији током развоја материце који ограничава раст и кретање доње вилице.
Око 40% случајева Пјер Робенов синдром откривен је изолованом облику, у 25% је повезан са другим синдромом, док је 35% удружен са бројним другим конгениталним аномалијама.
Шансе да друго или следеће дете по реду болује од изолованог облика Пјер Робенов синдром су 3-5%. Док је абнормалност кариотипова заступљена у 10% случајева.
Изоловани облик Пјер Робиновог синдром (ПРС) не повећава ризик од смртности, за разлику од оних облика ПРС удружених са срчаним аномалијама или аномалијама централног нервног система или са аномалијама два или више органских система.
Полне разлике
Учесталост синдрома је једнако честа код мушкараца и жена.
Проценат изолованих случајева синдрому Робенових секвенци (РС) у различитим студијама.
Хенсон и Смит (1975) утврдили су да је у 25% случајева код болесника са РС било и других синдрома, док је 35% болесника имало вишеструке аномалије без доказаних других синдрома, а само 40% случајева чинио је изоловани облик РС.
Вилијамс и сарадници (1981) открили су у 74% случајева РС као самостални облик болести. Међу осталим синдромима, најчешће је био заступљен Стиклеров синдром који је чинио 20-25% свих случајева РС. Други најчешћи синдром у РС били су: кардиофацијални синдром, у око 15% свих случајева РС, док су Тришер-Колинсов синдром, Нагеров синдром, урођена спондилоепифизеална дисплазија и други признати синдроми чинили све остале случајева у РС.
Коен (1997) је навео 46 стања која су била у директној вези са РС. У том смислу да би се поставила дијагноза РС, потребна је пуна генетска процена прописана за овај синдрома, која се мора спровести заједно са дијагностичким тестовима за друге могуће синдрома (радиографија скелета, офталмолошко испитивање, итд).

## Етиопатогенеза
Деформитети лица и вилица код овог синдрома праћени су поремећајима једне или више функција и сметњама естетског карактера, што код болесника изазива константно психичко оптерећење, без обзира на узраст и пол.
Узроци настанка су многобројни. Понекад је немогуће установити који су етиолошки фактори - ендогени или егзогени, имали пресудан утицај.
Као што су разлицити по својој етиологији, тако се деформитети лица и вилица клинички различито манифестују, па и временски се јављају у различито животно доба.
Узрок дисгнатија (ненормалног изглед лица са поремећајем загрижаја са или без поремећених односа вилица према бази лобање), може бити само горња, или само доња вилица, или да обе учествују у настанку деформитета, у различитом степену. Неке се дисгнатије испољавају веома рано, тако да је нпр. код новорођенчади одмах након рођења видљив Пјер Робенов синдром.
Деформитети вилица су по правилу праћени јаче или слабије израженим поремећајем загрижаја, али и јако поремећеним дисањем уз присуство следећег тријаса: микрогнатије, глосоптозе и расцепа непца. Расцеп непца не мора увек постојати.
Пјер Робенов синдром може бити комбинован и са осталим развојним аномалијама, међу којим су најчешће: аномалије ока, аномалиј ува и аномалије срца (20%).

### Системске манифестације
Системски аномалије у Пјер Робеновом синдрому (ПРС) документоване су у 10—85% пријављених случајева.
Очне аномалије
Аномалије на оку евидентиране су у 10—30% пацијената. Према редоследу учесталости оне могу бити: хиперметропија, кратковидост, астигматизам, склероза рожњаче и стеноза носносузног канала.
Кардиоваскуларне аномалије
Међу кардиоваскуларним аномалијама, најчешће су документовани у бројним студијама: бенигни шумови срца, плућна стеноза, патент дуктус артериозус, форамен овале, преткоморски септални дефект, и плућне хипертензија. Њихова преваленца варира од 5—58%.
Аномалије мишићно-коштаног система
Аномалије које укључују мишићно-коштани система спадају у најчешће системске аномалије у ПРС (са 70-80% случајева). Према локализацији оне укључују:
- На горњим екстреимитетима; синдактилију, дисплазију фаланге, полидактилију, клинодактилију, хиперекстензибилност зглобова и олигодактилију.
- На доњим екстремитетима, аномалије стопала, феморалне малформације (кокса варус или валгус, кратка бутна кост), аномалије кука (урођена дислокација), аномалије колена (генус валгус, синхондроза) и патолошки преломи.
- Кичменом стубу, сколиоза, кифоза, лордоза, дисплазија кичме, сакрална агенезија и кокцигеални синус.

Аномалије нервног система
На нервном систему (ЦНС) могу се јавити следећи симптоми, епилепсија, заостајања у неуролошком развоју, хипотонија и хидроцефалус. Инциденца ЦНС аномалија је око 50%.
Аномалије мокраћнополног система
Мокраћнополне аномалије могу бити; ретенција тестиса (25%), хидронефроза (15%), и хидрокела (10%).
Остали удружени синдроми са ПРС
Са ПРС могу бити удружени и следећи синдроми или аномалије:
- Стиклеров синдром,
- Тризомија 11К синдром,
- Тризомија 18 синдром,
- Shprintzen-ов синдром,
- 4К синдром,
- Реуматоидна артропатија,
- Хипохондроплазија,
- Мобијусов синдром.

## Клиничка слика
Доминантан симптом је глосоптоза у којој слаб тонус језичне мускулатуре и неразвијена доња вилица условљавају јако отежано дисање. Пацијент је цијанотичан са знацима асфиксије, која води у хипоксију. Пацијент дише са хркањем. Болесник често пати и од поновљених инфекција ува због нарушене вентилације кроз Езстахијеву тубу.
Понекад синдром може бити удружен и са обостраним недостатаком ока, глаукомом, или аблацијом мрежњаче.

## Терапија
Терапијски поступци морају да обезбеде несметану вентилацију плућа. Некада је довољно само да терапеут прстима помери језик или доњу вилицу и да болеснику поправи стање. Ако ово не доприноси побољшању вентилације, индикована је интубација или трахеотомија.
У лаким случајевима у сврху лечења може се користити лежање на трбуху, са лицем окренутим надоле или на страну и забаченом главом како би се олакшало дисање.
Привремена глосопексија, као најмање агресивна методе, изводи се фиксацијом врха језика за доњи део доње усне са унутрашње стране.
Ако ове мере нису од помоћи, спроводе се глосопексија, трахеостомија или остеогенетска дистракција доње вилице. Ова операција је показала успешност код преко 90% болесника код којих је GILLS скор, био мањи или једнак 2.
Новорођенче са овим синдромом може да се храни кроз полиетиленску цевчицу.

#### Хируршко лечење
Деца са израженом микрогнатијом могу доживети озбиљне респираторне сметње или потешкоће у напредовању. Третман је приоритет у складу са озбиљношћу компромитације дисајних путева праћен степеном потешкоћа у храњењу.  Лидски и сарадници (2008  открили су да одлагање интервенције на дисајним путевима може захтевати помоћ при храњењу путем г-цеви, тако да је у овим случајевима неопходна хируршка интервенција.
Иако је описано много различитих хируршких процедура, трахеостомија остаје најчешће коришћена техника. Могу се користити и други хируршки захвати, као што је субпериостално ослобађање дна уста, и различите врсте глосопексије, као што је Routledge процедура или други облици адхезија језика и усана. 
Сваку глосопексију треба отпустити пре него што се развије значајна дентиција (старост 9-12 месеци). Продужење доње вилице постепеном дистракцијом може се користити за тешку хипоплазију доње вилице која узрокује опструктивну апнеју чиме се постижу значајна побољшања како симптома опструкције дисајних путева тако и абнормалности храњења. Већина пацијента показала је клиничка и објективна побољшања рефлукса и функције гутања након операције.
Паес и сарадници (2013) који су упоредили исход и исплативост трахеотомије у односу на дистракцију мандибуле, показали су да је трахеостомија била 3 пута скупља, а индиректни трошкови скоро 5 пута већи. Такође су пријавили 4 пута више компликација након трахеостомије.
Студија коју су спровели Ксанса и сарадници показала је да се опструкција дисајних путева и потешкоће у храњењу код  синдрома Пјер Робена могу ефикасно решити усвајањем свеобухватног приступа третману који укључује конзервативно лечење, остеогенезу дистракције доње чељусти и адхезију усне језика, са захтевом за трахеостомију након процедуре која се минимизира преко пажљивог избора који пацијенти треба да се подвргну операцији и који поступак је најбоље применити код конкретног пацијента.
Иако истраживачи истичу да се могу десити повреде зуба  након педијатријске остеогенетске дистракције мандибуле, ипак постоји релативно низак ризик од патологије и великих компликација.

## Превенција
Развој малформација код Пјер Робеновог синдром је тешко предвидети и спречити. Рана дијагноза и лечење мултидисциплинарним приступом је јако важна за избегавање компликација које настају због низа деформација на лицу, дисајним путевима и оку.
Иако постављање етиолошке дијагнозе врло често не мења исход самог поремећаја, она ипак омогућава прикупљање релевантних информација о генетичком поремећају, бољу процену ризика понављања, прогнозу и планирање интервенција које могу предвидјети, спречи или успешно је лечити како би се избегле неизбежне компликације.

## Прогноза
Сва новорођенчад са израженим обликом Пјер Робенов синдром (ПРС) у значајном су ризику за изненадну смрт. Подаци показују да се ризик од појаве синдрома изненадне смрти одојчета (SIDS) повећава када дете спава у лежећем положају. Наиме у овом синдрому новорођенчад већ имају угрожен дисајни пут, који захтева одређено позиционирање тела за успостављање дисања. У складу са тим, редовно праћење свих активности новорођенчади треба озбиљно узети у обзир.
Деца са ПРС заслужују да буду третирани на мултидисциплинаран начин пре свега од стране образованог и искусног тим који је способан да пружи свеобухватну процену, реалан план лечења и одговарајуће праћење. Ангажовање породице у раним фазама лечења је ствар процене, како би се току медицинских испитивања и будућим планирања живота детета обезбедио задовољавајући начин лечења, чак и у најтежем медицинском сценарију.